# Горни Танчевци
Горни Танчевци е село в Северна България. То се намира в община Елена, област Велико Търново.

## География
Село Горни Танчевци се намира в планински район.